# Parada de Arriba
Parada de Arriba è un comune spagnolo di 287 abitanti situato nella comunità autonoma di Castiglia e León.